# Simon Dupree and the Big Sound
Simon Dupree and the Big Sound war eine britische Popgruppe in der zweiten Hälfte der 1960er Jahre.

## Bandgeschichte
Die drei Brüder Ray (* 1949; Bass, Gitarre, Violine, Gesang), Derek (* 1947; Gesang, Bass, Saxofon) und Phil Shulman (* 1937; Gesang, Saxofon, Trompete) begannen ihre musikalische Karriere als The Howling Wolves, aus denen The Road Runners wurden. Sie traten in der Gegend um Portsmouth auf und spielten Rhythm and Blues. Anfang 1966 nannten sie sich Simon Dupree and the Big Sound. Die übrigen Bandmitglieder waren Peter O’Flaherty (* 1944; Bass), Eric Hine (* 1944; Keyboards) und Tony Ransley (* 1944; Schlagzeug).
Sie bekamen eine Plattenvertrag bei Parlophone. Die ersten Singles blieben weitgehend unbeachtet. Erst als sie sich auf Drängen ihres Managements in Richtung Psychedelic Rock bewegten, hatten sie Ende 1967 mit Kites einen Tophit – es sollte ihr einziger bleiben.
Für kurze Zeit hatten sie Reginald Dwight als Keyboarder mit auf Tour – er machte später als Elton John Karriere.
Ende 1968 veröffentlichten sie unter dem Bandnamen The Moles die Single We Are the Moles (Part 1)/(Part 2). Bald gab es Gerüchte, hinter dem Pseudonym steckten die Beatles – mit Ringo Starr als Leadsänger. Doch Syd Barrett fand heraus, dass Simon Dupree & the Big Sound die Moles waren.
1969 löste sich die Gruppe auf, um 1970 als Gentle Giant mit einem radikalen Stilwechsel wieder aufzutauchen.

## Diskografie

### Alben
- 1967: Without Reservations (Parlophone PMC 7029 or PCS 7029)
- 1982: Amen (Kompilation, See for Miles Records/Charly Records CM 109)
- 2004: Part of My Past (Kompilation)

### Singles
- 1966: I See the Light / It Is Finished (Parlophone R 5542)
- 1967: Reservations / You Need A Man (Parlophone R 5574)
- 1967: Day Time, Night Time / I’ve Seen It All Before (Parlophone R 5594)
- 1967: Kites / Like the Sun Like the Fire (Parlophone R 5646)
- 1968: For Whom the Bells Toll / Sleep (Parlophone R 5670)
- 1968: Part of My Past / This Story Never Ends (Parlophone R 5697)
- 1968: Thinking About My Life / Velvet and Lace (Parlophone R 5727)
- 1968: We Are the Moles, Part 1 / We Are the Moles, Part 2 (Parlophone R 5743, als „The Moles“)
- 1969: Broken Hearted Pirates / She Gave Me the Sun (Parlophone R 5757)
- 1969: The Eagle Flies Tonight / Give It All Back (Parlophone R 5816)